# Tatort: Akt in der Sonne
Akt in der Sonne ist ein Fernsehfilm aus der Krimireihe Tatort der vom Hessischen Rundfunk (HR) unter der Regie von Heinz Schirk produziert und am 2. Februar 1997 im Programm Das Erste zum ersten Mal gesendet wurde. Es handelt sich um die 351. Tatort-Folge und den fünfzehnten Fall des Frankfurter Kriminalhauptkommissars Edgar Brinkmann.
Brinkmann hat es dieses Mal mit einem komplexen Fall von Mord, Raub und Betrug zu tun.

## Handlung
Udo Bode wird aus der Haft entlassen und erfährt, dass ihn seine Frau mitsamt der Wohnungseinrichtung verlassen hat. Auch seine siebzehnjährige Tochter ist spurlos verschwunden, und Bodes Konten wurden von seiner Frau leergeräumt. So mittellos geworden, lässt er sich gleich wieder auf ein „krummes“ Geschäft ein. Er soll aus einer Villa ein Bild stehlen: Akt in der Sonne.
Sigrid Gogel, die Tochter der vermögenden und recht exzentrischen alten Dame, der das Gemälde gehört, hat kein gutes Verhältnis zu ihrer Mutter. Immer wieder muss sie sie um Geld bitten, was sie ihr dieses Mal nicht geben will. Im Gegenteil, Frau von Fichtel will ihr gesamtes Vermögen an eine Stiftung geben, damit ihre verschwenderische Tochter endlich für sich selber sorgen muss. Gerade in der Nacht, als Bode dabei ist das Bild zu entwenden, erscheint ein Unbekannter und erschießt Frau von Fichtel. Aus Angst entdeckt zu werden flieht Bode ohne das Bild und will es kurze Zeit später holen. Dieses Mal wird er von der Haushälterin gestört, die ihn zwar sehen, aber aufgrund seiner Maskierung nicht erkennen kann. Als Bode das Bild seinen Auftraggebern übergeben will, wird er von diesen betrogen. Kurzerhand flieht er mit dem Bild und seinem Kumpel Karl mit dem Auto. Der Komplize seines Auftraggebers schießt auf den Wagen und trifft Karl tödlich.
Kommissar Brinkmann wird zur Villa gerufen und erlebt einen Kleinkrieg zwischen der Haushälterin und den Gogels. Angeblich hätte Frau von Fichtel das Bild Gerda Sinkel für ihre treue Dienste versprochen, was sie jedoch nicht schriftlich hat. Brinkmann nimmt zunächst die Spur zu dem Einbrecher auf. Da Udo Bode früher für eine Sicherheitsfirma gearbeitet hatte, die die Alarmanlage in der Villa installiert hat, gerät dieser sehr schnell unter Verdacht. Die Haushälterin, Gerda Sinkel, identifiziert Bode anhand seiner Augen, die sie kurz sehen konnte. Er wird festgenommen und verhört. Brinkmann kann ihm den Einbruch nachweisen, doch er leugnet beharrlich und es gelingt ihm sogar aus dem Polizeigewahrsam zu fliehen. Erfreulicherweise ist seine Tochter bei ihrer Oma eingezogen und er kann sie um Hilfe bitten. Er ahnt nicht, dass seine Auftraggeber
Evchen observieren, um Bode und das Bild wiederzufinden. Sie entführen das Mädchen und zwingen Bode ihnen das Bild zu übergeben. In seiner Angst ruft er Brinkmann an und bittet ihn um Hilfe. Er unterrichtet ihn von seinen beiden Auftraggebern und nachdem es Evchen gelingt den Entführern zu entkommen, lockt er diese in eine Falle. Die Polizei kann Rene Liebacher mit dem Gemälde und seinen Komplizen Arno Folleck festnehmen und letzteren anhand von Schmauchspuren des Mordes an Bodes Kumpel Karl überführen.
Bode selber hält sich noch immer versteckt und hofft, dass Brinkmann auch den Mörder von Frau von Fichtel findet, damit er diesbezüglich entlastet wird. Den Diebstahl hatte er inzwischen bei einem Telefonat eingeräumt und dabei erzählt, dass er den Mörder von Frau von Fichtel zwar gesehen, aber nicht erkannt hätte. Sein Kumpel Karl hätte einen blauen VW wegfahren sehen, der eine kleine Brockenhexe an der Heckscheibe hatte. Beim Versuch, diesen Wagen selber zu finden, kann Bode von der Polizei festgenommen werden.
Sigrid Gogel findet im Nachtschrank ihrer Mutter ein handschriftliches Testament, was die Haushälterin als Erbin des Gemäldes bestimmt. Kurzerhand verbrennt sie es und sieht sich zusammen mit ihrem Mann im Zimmer der Haushälterin um. Dort finden sie diverse Gegenstände aus dem Besitz ihrer Mutter, die sie schon seit längerer Zeit vermissten und ein Haushaltsbuch, woraus hervorgeht, dass die „brave“ Haushälterin seit Jahren wertvolle Gegenstände aus der Villa veräußert hatte. Sie konfrontieren Gerda Sinkel mit ihrer Entdeckung und werfen sie aus der Villa. Nachdem sich auch Brinkmann kurzfristig für sie interessiert und sie aufs Präsidium mitnimmt, löst ihr Verlobter Alex Alkmann ihre Verlobung. Enttäuscht zieht Gerda Sinkel zu ihrer Schwester, die einen blauen VW besitzt. So stellt sich am Ende heraus, dass Sinkels Verlobter in Erwartung der Erbschaft des Bildes, dem Tod der alten Dame nachgeholfen hatte. Brinkmann verhaftet ihn, nachdem er versucht auch Gerda Sinkel, die inzwischen alles herausgefunden hatte, umzubringen.

## Rezeption

### Einschaltquoten
Die Erstausstrahlung von Akt in der Sonne am 2. Februar 1997 erreichte für Das Erste einen Marktanteil von 19,10  Prozent und wurde in Deutschland von 6,95 Millionen Zuschauern gesehen.

### Trivia
Claus-Dieter Reents, der einen zeitweise Verdächtigen spielte, war fünf Monate vor der Ausstrahlung verstorben. Er hatte zugleich eine Hauptrolle in der Daily Soap Marienhof gespielt, mit der er zuletzt zwei Monate nach seinem Tod ausgestrahlt worden war.

### Kritiken
Die TV-Spielfilm-Fernsehzeitung zeigt mit dem Daumen nach unten und meint: „Dramaturgisch wie handwerklich schlicht und fast schon laienhaft gespielt. Autor und Regisseur Heinz Schirk vermanscht ein Kaleidoskop menschlicher Verirrungen zu einem wahren Tiefpunkt der ‚Tatort‘-Reihe.“ Insgesamt sei der Film „Unfreiwillig komisch und hölzern gespielt.“